# Acondroplasia

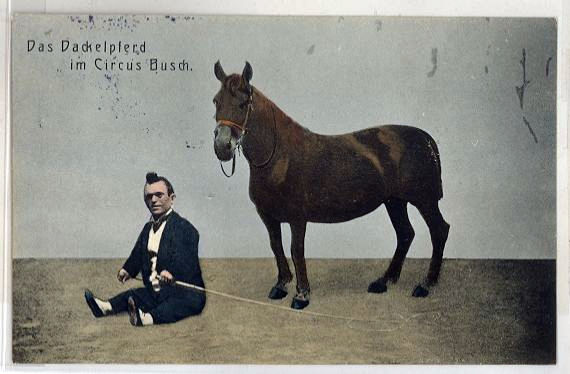
Fotografia com um homem adulto com acondroplasia

A acondroplasia é um distúrbio genético com um padrão de herança autossômico dominante, cuja característica principal é a nanismo. Nas pessoas com essa condição, os membros superiores e inferiores são curtos, enquanto o torso geralmente tem comprimento normal. Aqueles afetados têm uma altura adulta média de 131 centímetros (4 ft 4 in) para homens e 123 centímetros (4 pé) para mulheres. Outras características podem incluir macrocefalia e uma testa proeminente. As complicações podem incluir apneia do sono ou infecções de ouvido recorrentes. A acondroplasia inclui displasia esquelética com imunodeficiência combinada grave de membros curtos.
A acondroplasia é causada por uma mutação no gene do receptor do fator de crescimento de fibroblastos 3 (FGFR3) que resulta na hiperatividade de sua proteína. A acondroplasia resulta em crescimento ósseo endocondral prejudicado (crescimento ósseo dentro da cartilagem). O distúrbio possui um modo de herança dominante autossômico, o que significa que apenas uma cópia mutada do gene é necessária para a condição ocorrer. Cerca de 80% dos casos ocorrem em filhos de pais de estatura média e resultam de uma nova mutação, que mais comumente origina-se como uma alteração espontânea durante a espermatogênese. O restante é herdado de um dos pais com a condição. O risco de uma nova mutação aumenta com a idade do pai. Em famílias com dois pais afetados, as crianças que herdam ambos os genes afetados normalmente morrem antes do nascimento ou na infância precoce devido a dificuldades respiratórias. A condição é geralmente diagnosticada com base nas características clínicas, mas pode ser confirmada por meio de teste genético.
Os tratamentos podem incluir grupos de apoio e terapia com hormônio de crescimento. Esforços para tratar ou prevenir complicações, como obesidade, hidrocefalia, apneia obstrutiva do sono, infecções de ouvido médio ou estenose espinhal, podem ser necessários. A acondroplasia é a causa mais comum de nanismo e afeta cerca de 1 em 27.500 pessoas.